# Далай-лама XIV
Дала́й-ла́ма XIV [14-й] (Нгагва́нг Ловза́нг Тэнцзи́н Гьямцхо́, тиб. བསྟན་འཛིན་རྒྱ་མཚོ་; род. 6 июля 1935, Такцер, Цинхай, Китайская Республика; имя при рождении — Лхамо Дхондруб) — духовный лидер последователей тибетского буддизма. Лауреат Нобелевской премии мира (1989). До 27 апреля 2011 года также возглавлял правительство Тибета в изгнании (его сменил Лобсанг Сангай).

## Биография
Далай-лама XIV, Тэнцзин Гьямцхо, является духовным лидером тибетского народа. Тибетские буддисты верят, что Далай-ламы являются воплощениями на земле Авалокитешвары (Ченрези), Бодхисаттвы Сострадания; они рождаются здесь, чтобы служить людям. Признанный Далай-ламой Лхамо Дхондруб получил новое имя — Чжецун Чжампел Нгагванг Ешэ Тэнцзин Гьямцхо.

### Ранние годы
Далай-лама XIV родился 6 июля 1935 в бедной крестьянской семье в маленькой и бедной деревушке Такцер, расположенной на холме над широкой долиной на северо-востоке Тибета в провинции Амдо. Сейчас эти земли входят в состав китайской провинции Цинхай. Его отец Чойкьон Цэринг и мать Сонам Цомо (её имя было в дальнейшем изменено на Дики Цэринг), как и другие 20 семей деревни (включая нескольких этнических китайцев), занимались выращиванием овса, пшеницы и картофеля. Девять его братьев и сестёр умерли в раннем детстве. При рождении он получил имя Лхамо Тхондуп, что означает «богиня, исполняющая желания». В Тибете при выборе имён не учитывают пол младенца, поэтому будущий Далай-лама получил женское имя. Об этом он сам вспоминал с юмором. Лхамо был девятым из шестнадцати детей в семье (выжили — семь). Самой старшей была его сестра Цэринг Дролма. Старший брат, Тхубтен Джигме Норбу, был признан реинкарнацией высокого ламы Такцер Ринпоче, и в дальнейшем стал настоятелем одного из самых знаменитых монастырей Тибета — Кумбум. Ещё один брат, Лобсанг Самтен, тоже стал монахом. В автобиографии «Моя земля и мой народ» Далай-лама XIV пишет: «Если бы я родился в богатой аристократической семье, я бы не смог проникнуться чувствами и чаяниями беднейших тибетцев. Но благодаря своему простому происхождению я могу понять их, предвидеть их мысли, и именно поэтому я так сильно сострадаю им и всегда пытался сделать всё, чтобы облегчить их долю».

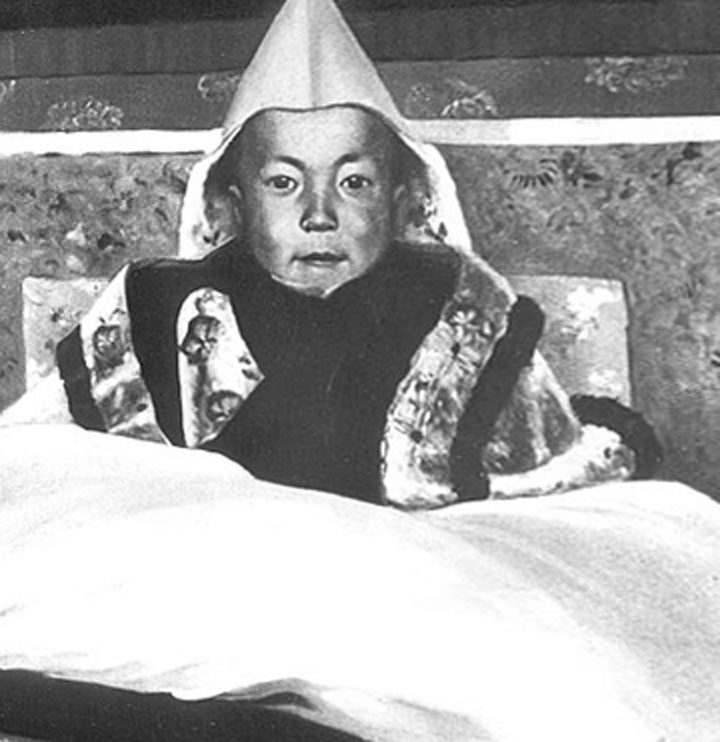
Юный Далай-лама XIV

В 1909 Далай-лама XIII, совершая паломничество по святым местам, посетил деревню Такцер. Он отметил красоту этого места и сказал, что хотел бы вернуться сюда вновь. В 1937, уже после кончины Далай-ламы XIII, в деревню Такцер прибыла особая группа лам, искавшая его новое воплощение. После соответствующих испытаний (в частности, когда ему показали различные реликвии и игрушки предыдущего Далай-ламы, он сказал: «Это моё, это моё!») двухлетний Лхамо Тхондруб был признан реинкарнацией своего предшественника. Сам Далай-лама XIV считает, что далеко не все инкарнации далай-лам были подлинными. Он уверен, что является воплощением Далай-ламы V (которого в Тибете называют за заслуги «Великий Пятый»), так как в детстве у него было очень много ярких снов, связанных с этой прошлой жизнью.
Восточный район Тибета, где находилась деревня Такцер, был под контролем Китая. После длительных переговоров между тибетским правительством и местной администрацией 10 июля 1939 года 4-летний Лхамо в составе большого каравана отбыл из родительского дома в направлении столицы Тибета. Через 3 месяца, в октябре 1939 г., караван прибыл в Лхасу.
Юный Далай-лама был знаком с известным австрийским альпинистом и писателем, членом Национал-социалистической немецкой рабочей партии (НСДАП) и офицером СС Генрихом Харрером, прожившим семь лет в Тибете после побега из Британской Индии. Харрер много рассказывал Далай-ламе, которому в то время было 14 лет, о западных странах, которые тогда были диковинными для тибетцев. Этот факт используется современной китайской пропагандой как «доказательство» связи тибетского руководства с нацистами, хотя сам Далай-лама позже говорил, что в то время он ничего не знал о нацистах.

### Возведение на престол и изгнание
Далай-лама был возведён на престол 22 февраля 1940 в Лхасе, столице Тибетского государства. Регентом был Дегжунг Рингопочхе Кунга Тенпаи Ньи Ма. По словам Генриха Харрера Далай-лама собирался упорно реализовывать свои идеи, несмотря на сопротивление окружения любым нововведениям. Сила мальчика заключалась в том, что «он понимал, как воплотить в жизнь свои планы, и при этом умел делать это так, чтобы по мере возможности не задевать чувства окружавших его людей».
Ещё в детстве Далай-лама начал носить очки (их заказал ему старший брат из Индии) — его зрение испортилось, вероятно, из-за постоянных занятий в полумраке и привычки, ставшей следствием изоляции, наблюдать за жизнью Лхасы в подзорную трубу.
После вторжения в Тибет китайских коммунистов в 1949 и в 50-х годах и одобрения им Соглашения по мирному освобождению Тибета в 1951 году, он в течение девяти лет предпринимал попытки мирного сосуществования с центральной властью КНР.
Советский государственный деятель Дмитрий Трофимович Шепилов, встречавшийся с Далай-ламой во время визита советской государственной делегации в Китай в 1954, оставил о нём следующее впечатление:

Далай-лама — это стройный юноша среднего роста. Коротко стриженные густые чёрные волосы. Белая, выхоленная, матовая кожа лица. Чёрные миндалевидные маслянистые глаза. На нём одеяние типа камзола, сшитое из золотистой парчи на красной шёлковой подкладке. С губ Далай-ламы не сходит застенчивая улыбка. Внешнее впечатление такое, что, попав из своего вечного божественно-дворцового уединения в гущу народной жизни, Далай-лама не знает, что ему делать, куда идти, о чём говорить, и просит извинить за это.
После подавления антикитайского восстания он был вынужден оставить Лхасу в ночь на 17 марта 1959 года, чтобы найти убежище в Индии. С этого времени живёт в Дхарамсале (штат Химачал-Прадеш, Индия), где находится Тибетское правительство в изгнании.

## Образование
Далай-лама обучался с шести до двадцати пяти лет от роду, чтобы получить высшую учёную степень геше-лхарамба («доктора буддийской философии»). В возрасте двадцати четырёх лет он сдал предварительные экзамены в трёх главных монастырских университетах Тибета: Дрепунге, Сэре и Гандене. Заключительные экзамены прошли в главном храме Лхасы во время ежегодного молитвенного празднества (монлама) зимой 1959 года. Утром в экзаменационный день Далай-лама сдавал экзамены по логике тридцати учёным. Во второй половине дня он участвовал в философском диспуте с пятнадцатью учёными. Вечером тридцать пять учёных экзаменовали его по вопросам монашеской дисциплины и метафизики. Далай-лама блестяще сдал все экзамены в присутствии более 20 000 учёных-монахов и получил звание геше-лхарамбы.

## Руководство Тибетом
В 1949 году резко обострились тибетско-китайские отношения. Китайское правительство настаивало на том, что Тибет является частью Китая. Далай-лама писал: «С 1912 до рокового 1950 Тибет de facto был государством, независимым от любой другой державы, и наш статус по сей день остаётся тем же, что и в 1912 году». 17 ноября 1950 года Народно-освободительная армия Китая вошла в Восточный Тибет, что ещё более осложнило ситуацию. 26 октября 1950 года МИД Индии направил в Пекин следующую ноту: «Сейчас, когда китайское правительство предприняло вторжение в Тибет, навряд ли можно совместить с этими событиями мирные переговоры, и, естественно, часть тибетцев будет опасаться, что эти переговоры пройдут под давлением. При современном положении дел вторжение китайских войск в Тибет не может быть рассмотрено иначе как удручающее событие, не согласующееся с интересами самого Китая в налаживании мира в регионе. Так считает индийское правительство». В том же году чрезвычайная сессия Национальной ассамблеи Тибета обратилась к пятнадцатилетнему тогда Далай-ламе с просьбой принять на себя всю полноту духовной и светской власти. 17 ноября 1950 года состоялось возведение Далай-ламы Тензина Гьямцхо на престол духовного и светского правителя Тибета.
В 2001 году в Тибете впервые в истории были проведены демократические выборы на должность Калон Трипа (премьер-министра). В 2007 году в интервью Эхо Москвы Далай-лама сказал, что после избрания политического руководства в ходе всенародных выборов он находится «наполовину в отставке». Также он высказал мнение, что в следующих перевоплощениях Далай-лама не будет являться политическим лидером, а сохранение института далай-лам остаётся на усмотрение тибетского народа.
В марте 2011 года Далай-лама заявил об уходе из политического руководства Тибета.
В июле 2012 года Далай-лама ещё раз подчеркнул, что, вопреки заявлениям китайских властей, не стремится к независимости Тибета, а выступает за его демократическое автономное существование в составе КНР. «Я повторяю: мы не стремимся к независимости, мы не стремимся к независимости». По официальному мнению китайской стороны Далай-лама — «политический изгнанник, который на протяжении длительного времени под знаком религии ведёт деятельность, направленную на раскол Китая».

## Зона ахимсы. Получение Нобелевской премии мира
В сентябре 1987 года Далай-лама предложил политическую программу под названием Зона ахимсы или Зона мира (англ. Zone of Ahimsa), заключающуюся в расширении «полностью демилитаризированной зоны ненасилия, которой он предлагает сделать сначала Тибет, до размеров земного шара». В программе предполагается, что Тибет как зона мира будет освобождён от любых видов оружия и будет местом гармонического сосуществования человека и природы.
За выдвижение плана, как его ещё называют, «срединного пути» Далай-лама XIV был удостоен Нобелевской премии мира в октябре 1989 года. Нобелевский комитет отметил постоянное противодействие Далай-ламы применению насилия в борьбе за освобождение Тибета от китайской оккупации и его «конструктивные и дальновидные предложения для решения международных конфликтов, вопросов о правах человека и глобальных экологических проблем».

## Посещение России
Далай-лама посещал Россию в 1979, 1982, 1986, 1991, 1992, 1994, 1996 и 2004 годах.
В 1986 году, во время однодневного визита в Ленинград, Далай-лама встретился с местными востоковедами (А. Терентьев и др.), а также кратко с несколькими «подпольными» буддистами, дав им благословения и напутствия.
25 июля 1991 года Далай-лама впервые посетил Калмыкию.
В августе 2002 года МИД РФ отказал в визе Далай-ламе XIV, который в середине сентября планировал приехать в Россию по приглашению президента Калмыкии Кирсана Илюмжинова.
Визит 2004 года ограничивался двумя днями в Элисте: 29 ноября 2004 года прибыл в Элисту чартерным рейсом из Амритсара (Индия). Во время своего последнего визита в Калмыкию Далай-лама освятил буддийский храм Сякюсн-Сюме, построенный в 1996 году. Визит Далай-Ламы XIV в Республику Калмыкию вызвал недовольство со стороны китайских властей.
В апреле 2010 года МИД РФ отказало во въездной визе Далай-ламе, мотивируя это необходимостью «учёта внешнеполитического фона» и «всей совокупности российских интересов», а также что посещение России духовным лидером тибетских буддистов «было бы особенно болезненно воспринято Пекином в нынешнем юбилейном году нашей общей с Китаем победы во Второй мировой войне».
В 2009 году министр иностранных дел Сергей Лавров заявил, что готов рассмотреть возможность пастырского визита Далай-ламы в Россию и что для такого визита в будущем нет никаких препятствий. В то же время при следующих обращениях в МИД РФ российским буддистам было отказано в визе для Далай-ламы, несмотря на то, что в 2012 году Далай-лама сложил с себя все политические функции и теперь он уже не политический руководитель Центральной тибетской администрации (в эмиграции), а только духовный лидер буддизма, и политическое измерение целиком исчезло из его деятельности.
В мае 2019 года президент России Владимир Путин во время своего выступления на медиафоруме Общероссийского народного фронта «Правда и справедливость» в Сочи заявил, что далай-ламе не запрещен въезд в Россию, несмотря на то, что, по его мнению, в стране проживает «не самое большое количество» буддистов.

## Награды последних лет
Награждён орденом Улыбки.
| 10 июня 2001     | Орден «Ecce Homo» Польша (общественная награда)                                       |
| 27 июля 2005     | Премия мира земли Гессен Парламент земли Гессен (Висбаден, Германия)                  |
| 12 августа 2005  | Премия мира фонда «Манхай» Фонд «Манхай» (Южная Корея)                                |
| 25 сентября 2005 | Почётная докторская степень Рутгерский университет (Нью-Джерси, США)                  |
| 6 ноября 2005    | Премия «Сострадание и вдохновение» Американский Гималайский Фонд (Сан-Франциско, США) |
| 16 февраля 2006  | Премия Бен Гуриона Университет имени Бен-Гуриона в Беэр-Шеве (Израиль)                |
| 4 мая 2006       | Почётная докторская степень Университет Сантьяго (Сантьяго, Чили)                     |
| 9 сентября 2006  | Почётное гражданство Канады (Канада)                                                  |
| 19 сентября 2006 | Почётная докторская степень Университет Буффало (Нью-Йорк, США)                       |
| 14 октября 2006  | Почётная докторская степень в области биологии Третий университет Рима (Рим, Италия)  |
| 10 декабря 2006  | Орден Белого Лотоса Калмыкия                                                          |
| 15 сентября 2007 | Золотая медаль Конгресса США                                                          |
| 18 августа 2011  | Медаль почётного доктора Тартуского университета Эстония                              |
| 1 февраля 2012   | Орден Республики Тыва Тыва                                                            |
| 29 марта 2012    | Темплтоновская премия Фонд Темплтона                                                  |
| 24 ноября 2013   | Медаль гуманитарных заслуг Австрийского Общества Альберта Швейцера                    |
| 26 октября 2015  | Филадельфийская медаль Свободы Национальный центр конституции                         |

## Взгляды
Далай-лама поддерживает научные эксперименты по клонированию человека (если они приносят пользу конкретному человеку), но выступает против широкого распространения такой практики. Далай-лама не исключает возможности существования сознания на компьютерной основе.
В 1998 году Кристофер Хитченс писал, что Сёко Асахара, являющийся основателем «Аум Синрикё», передал Далай-Ламе XIV 45 млн. рупий (или 140 млн. иен, или 1,2 млн. долларов США), за что был вознаграждён несколькими встречами на высшем уровне. В 2010 году британская газета «Independent», указывая на этот факт, также отмечала, что Далай-лама всегда укорял себя за то, что поддерживал «Аум Синрикё» и её лидера. В 2018 году буддолог и главный редактор журнала «Буддизм в России» Андрей Анатольевич Терентьев, в 90-е годы являвшийся личным переводчиком Далай-ламы, в комментарии информационному агентству «Россия сегодня» отмечал, что в 90-е годы на его вопрос об Асахаре Далай-лама ответил, что Асахара приезжал в Дарамсалу и пожертвовал значительное количество денег на местный интернат с детьми-сиротами, за что получил от Далай-ламы благодарственную грамоту. После же вопроса о духовных достижениях Асахары Далай-лама, по словам Терентьева, «искоса посмотрел» на своего переводчика и ответил, что «о его [Асахары] духовных достижениях ничего не знает». Также Терентьев указывал, что поводом для вопроса стало то, что в то время в московском метро ему дали листовку Аум синрикё, на которой была фотография Асахары с Далай-ламой, а также фотокопия диплома от Далай-ламы как якобы подтверждение больших духовных заслуг Асахары. После проверки данной листовки с помощью лупы Терентьев выяснил, что диплом на самом деле являлся «благодарственным письмом за ранее внесённое пожертвование для тибетских детей, а вовсе не каким-то подтверждением его духовных достижений». Кроме того, затрагивая вопрос истоков вероучения Аум синрикё, Терентьев высказал мнение, что «это была мешанина, где использовались и буддистские, и христианские термины, и бог знает что, но никакого отношения к буддизму это не имело» и подчеркнул, что «в журнале „Буддизм России“ мы печатали материалы, разоблачающие Асахару», поскольку «его [Асахары] якобы связи с буддизмом и претензии на то, что он имеет поддержку в буддизме, не были ни на чём основаны».
В декабре 2015 года Далай-лама XIV заявил о необходимости диалога с террористической группировкой «Исламское государство»: «Необходимо слушать, понимать, так или иначе проявлять уважение. Другого пути у нас нет».

## Далай-лама XIV в литературе, киноискусстве и музыке
- Воспоминания о своём семилетнем общении с Далай-ламой XIV австрийский путешественник, альпинист и писатель Генрих Харрер описал в книге «Семь лет в Тибете», переведённой на 53 языка мира. В 1997 году по этой книге был снят одноимённый фильм с Брэдом Питтом в главной роли.
- В 1997 году на экраны также вышел фильм «Кундун» режиссёра Мартина Скорсезе, получивший 4 номинации на «Оскар».
- У группы Rammstein в альбоме Reise, Reise есть песня «Dalai Lama (Flugsangst)» — название переводится с немецкого как «Далай-лама (Боязнь полётов)» — песня повествует о легендарной боязни Далай-Ламы XIV летать.
- Испанская поп-группа Mecano в песне «Dalai Lama» из альбома 1991 года Aidalai[англ.], привлекая внимание слушателей к Тибетско-Китайскому конфликту, описывает жизнь и деятельность Далай-ламы.
- В книге Дэвида Мичи «Кошка Далай-Ламы» описывается история спасения котёнка из трущоб Нью-Дели и его дальнейшая жизнь в роли домашней любимицы Далай-Ламы. Фабула «Кошки Далай-Ламы» вымышленная, не основанная на реальных событиях, однако она знакомит читателей с бытом Далай-Ламы XIV, который является одним из действующих лиц произведения.
- Латвийский кинорежиссёр Ансис Эпнерс свой последний фильм «Далай-лама. Латвия» (Dalai Lama. Latvija), снятый в 2002 году, посвятил конференции Далай-ламы XIV в зале Сконто в Риге[43].
- В эпизоде «The Puppet Dalai Lama» сериала «Шучу» Далай Лама даёт герою Джима Керри совет пожениться и завести семью, он же ведёт свадьбу.